# Sitha Dembélé
Sitha Laureen Dembélé (* 10. März 2001 in Paris) ist eine französische Handballspielerin auf der linken Rückraum-Position. Sie ist Mitglied der französischen Beachhandball-Nationalmannschaft.
Dembélé hat eine Zwillingsschwester, Mahoua-Audrey, die gemeinsam mit ihrer Schwester bei Metz spielt und schon in der ersten französischen Liga debütierte. 2019 schloss sie die höhere Schulbildung mit Auszeichnung ab.

## Hallenhandball
Dembélé spielte 2018/19 für die zweite Mannschaft des Erstligisten CJF Fleury Loiret Handball in der dritten französischen Liga. 2019 wechselte sie zum Spitzenverein und amtierenden Meister Metz Handball und spielt dort ebenfalls für die zweite Mannschaft in der dritten französischen Liga. Bis zum Coronabedingten frühen Ende der Meisterschaft 2020 bestritt sie 32 Spiele in der dritten Liga Frankreichs und erzielte dabei 86 Tore.

## Beachhandball

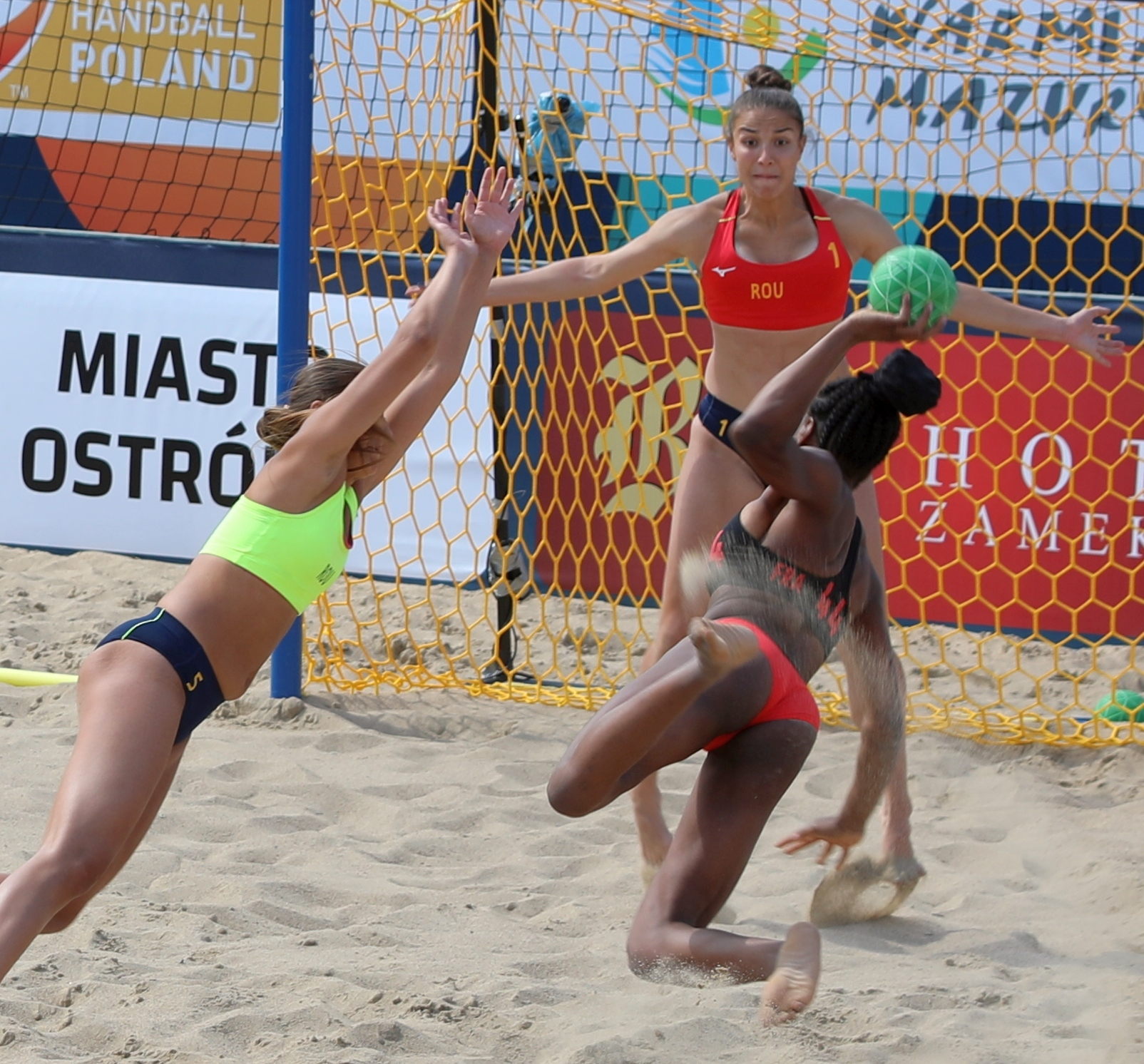
Dembélé beim Torwurf gegen Andreea Alexandra Elena Popescu und Verteidigerin Ştefania Claudia Gheorghe im Trostrundenspiel gegen Rumänien

Ihren bislang größten Erfolg hatte Dembélé mit der Berufung in die Französische Beachhandball-A-Nationalmannschaft für die Europameisterschaften 2019 in Stare Jabłonki, Polen. Sie startete mit ihrer Mannschaft mit einer knappen Niederlage gegen die Portugiesinnen in das Turnier, wurde in diesem Spiel aber noch nicht eingesetzt. Ihr zweites Spiel gegen Zypern gewannen die Französinnen überlegen, Dembélé war gemeinsam mit Maud-Éva Copy und Marion Limal mit sechs Punkten nach Laurène Catani zweitbeste Werferin Frankreichs. Gegen die Titel-Mitfavoritinnen aus Ungarn gab es im dritten Spiel eine sehr knappe Niederlage, Dembélé blieb ohne Treffer. Auch das vierte Vorrundenspiel ihrer Gruppe verloren die Französinnen gegen Polen, wenn auch überaus knapp, mit je einem Punkt Rückstand in den beiden Durchgängen. Dembélé erzielte einen Punkt. Als Vorletzte ihrer Gruppe zogen die Französinnen in die Trostrunde ein. Hier konnten sie ihre drei Spiele gegen Russland knapp und gegen Rumänien und Slowenien deutlich gewinnen. Gegen Russland war sie erneut mit sechs erzielten Punkten gemeinsam mit Lalie Brouillet und Catani hinter Copy zweitbeste Werferin. Gegen Rumänien traf sie zu einem Punkt, gegen Slowenien vier. Bei den Platzierungsspielen verloren die Französinnen gegen die Gastgeberinnen aus Polen im Shootout, Dembélé war hinter Clarisse Wild mit neun Punkten mit sieben erzielten Punkten wiederum zweitbeste Werferin. Das nächste Spiel gegen die Schweiz wurde ohne Dembélé im Shootout gewonnen. Auch das letzte Platzierungsspiel wurde gegen Italien klar gewonnen und Frankreich schloss das Turnier als 13. von 20 Mannschaften ab. Zum viertem mal war Dembélé zweitbeste Werferin Frankreichs nach Copy und erzielte zugleich mit neun Punkten ihre höchste Punktanzahl in einem Spiel der EM. In acht Spielen traf sie zu 34 Punkten und war damit fünftbeste Werferin ihrer Mannschaft.

## Einzelbelege
1. ↑  Handzone - Mahoua-Audrey DEMBELE : Stats et infos. Abgerufen am 10. März 2021 (französisch).
2. ↑  Bravo Laureen Sitha DEMBELE Admis Mention Assez Bien BAC 2019 ! Le Parisien Etudiant. Abgerufen am 10. März 2021 (französisch).
3. ↑  European Handball Federation - 2019 Women's ECh Beach Handball / Final Tournament. Abgerufen am 18. November 2020 (englisch).

| Personendaten    | Personendaten                                     |
| ---------------- | ------------------------------------------------- |
| NAME             | Dembélé, Sitha                                    |
| ALTERNATIVNAMEN  | Dembélé, Sitha Laureen                            |
| KURZBESCHREIBUNG | französische Handball- und Beachhandballspielerin |
| GEBURTSDATUM     | 10. März 2001                                     |
| GEBURTSORT       | Paris                                             |